# Le Poët-Sigillat
Le Poët-Sigillat är en kommun i departementet Drôme i regionen Auvergne-Rhône-Alpes i sydöstra Frankrike. Kommunen ligger i kantonen Rémuzat som tillhör arrondissementet Nyons. År 2022 hade Le Poët-Sigillat 117 invånare.

## Befolkningsutveckling
Antalet invånare i kommunen Le Poët-Sigillat
Referens:INSEE